# Gonatozygon asperum
Gonatozygon asperum là một loài Song tinh tảo trong họ Mesotaeniaceae, thuộc chi Gonatozygon.